# Challenger de Sarajevo 2013
El torneo BH Telecom Indoors 2013 es un torneo profesional de tenis. Pertenece al ATP Challenger Series 2013. Se disputará su 11.ª edición sobre superficie dura, en Sarajevo, Bosnia-Herzegovina entre el 11 y el 17 de marzo de 2013.

## Jugadores participantes del cuadro de individuales

### Cabezas de serie
| País                  | Jugador             | Rank1 | Favorito |
| Bandera de Eslovenia  | Blaž Kavčič         | 88    | 1        |
| Bandera de Francia    | Josselin Ouanna     | 139   | 2        |
| Bandera de Serbia     | Dušan Lajović       | 152   | 3        |
| Bandera de Francia    | Adrian Mannarino    | 154   | 4        |
| Bandera de Alemania   | Simon Greul         | 156   | 5        |
| Bandera de Alemania   | Dustin Brown        | 163   | 6        |
| Bandera de Alemania   | Cedrik-Marcel Stebe | 167   | 7        |
| Bandera de Eslovaquia | Karol Beck          | 169   | 8        |
| --------------------- | ------------------- | ----- | -------- |

- 1 Se ha tomado en cuenta el ranking del día 4 de marzo de 2013.

### Otros participantes
Los siguientes jugadores recibieron una invitación (wild card), por lo tanto ingresan directamente al cuadro principal:
- Mirza Bašić
- Tomislav Brkic
- Ismar Gorčić
- Franjo Raspudić

Los siguientes jugadores ingresan al cuadro principal tras disputar el cuadro clasificatorio:
- Fabrice Martin
- Marin Draganja
- Igor Zelenay
- Ante Pavic

## Jugadores participantes en el cuadro de dobles

### Cabezas de serie
| País                  | Jugador        | País                  | Jugador         | Rank1 | Favorito |
| Bandera de Alemania   | Dustin Brown   | Bandera de Alemania   | Christopher Kas | 125   | 1        |
| Bandera de Eslovaquia | Karol Beck     | Bandera de Eslovaquia | Igor Zelenay    | 288   | 2        |
| Bandera de Croacia    | Marin Draganja | Bandera de Croacia    | Nikola Mektic   | 326   | 3        |
| Bandera de Croacia    | Mate Pavic     | Bandera de Croacia    | Franco Skugor   | 328   | 4        |
| --------------------- | -------------- | --------------------- | --------------- | ----- | -------- |

- 1 Se ha tomado en cuenta el ranking del día 4 de marzo de 2013.

### Otros participantes
Los siguientes jugadores recibieron una invitación (wild card), por lo tanto ingresan directamente al cuadro principal:
- Mirza Basic  /  Tomislav Brkic
- Nikola Čačić  /  Ismar Gorcic
- Antun Pehar  /  Franjo Raspudic

## Campeones

### Individual Masculino
- Adrian Mannarino  derrotó en la final a  Dustin Brown  por 7-6(3), 7-6(2)

### Dobles Masculino
- Mirza Bašić /  Tomislav Brkić derrotaron en la final a  Karol Beck /  Igor Zelenay, 6–3, 7–5